# Рипуарија (Напуљ)
Рипуарија је насеље у Италији у округу Напуљ, региону Кампанија.
Према процени из 2011. у насељу је живело 356 становника. Насеље се налази на надморској висини од 62 м.